# Reprezentacja Chorwacji U-16 w piłce nożnej mężczyzn
Reprezentacja Chorwacji U-16 w piłce nożnej była jednym z dziesięciu młodzieżowych piłkarskich zespołów narodowych w kraju, powoływanym przez selekcjonera, w którym występować mogli wyłącznie zawodnicy posiadający obywatelstwo chorwackie i którzy w momencie przeprowadzania imprezy docelowej (finałów Mistrzostw Europy) rocznikowo nie przekroczyli 16 roku życia. Za jej funkcjonowanie odpowiedzialny był Hrvatski Nogometni Savez (HNS). Od 2002 roku reprezentację U-16 dołączono do reprezentacji U-17.

## Występy w ME U-16
- 1994 - 1998: Była częścią Jugosławii
- 1991: Nie zakwalifikowała się
- 1992: Nie zakwalifikowała się
- 1993: Nie zakwalifikowała się
- 1994: Nie zakwalifikowała się
- 1995: Nie zakwalifikowała się
- 1996: Ćwierćfinał
- 1997: Nie zakwalifikowała się
- 1998: Ćwierćfinał
- 1999: Faza grupowa (ostatnie miejsce)
- 2000: Nie zakwalifikowała się
- 2001: Trzecie miejsce